# Терлікув
Терлікув (пол. Terlików) — село в Польщі, у гміні Сарнаки Лосицького повіту Мазовецького воєводства. Населення — 87 осіб (2011).

## Історія
За даними етнографічної експедиції 1869—1870 років під керівництвом Павла Чубинського, у селі переважно проживали римо-католики, меншою мірою — греко-католики, які здебільшого розмовляли українською мовою.
У 1975—1998 роках село належало до Білопідляського воєводства.

## Демографія
Демографічна структура станом на 31 березня 2011 року:
|          | Загалом | Допрацездатний вік | Працездатний вік | Постпрацездатний вік |
| -------- | ------- | ------------------ | ---------------- | -------------------- |
| Чоловіки | 48      | 11                 | 27               | 10                   |
| Жінки    | 39      | 4                  | 22               | 13                   |
| Разом    | 87      | 15                 | 49               | 23                   |